# Goodbye & Good Riddance
Goodbye & Good Riddance —en español: Adiós y buen viaje— es el primer álbum de estudio del cantante y rapero estadounidense Juice Wrld. Fue lanzado el 23 de mayo de 2018 por Grade A Productions e Interscope Records.  El álbum presenta una aparición única de Lil Uzi Vert y la producción de Benny Blanco, Cardo, Mitch Mula, Nick Mira y Sidepce, entre otros.
El 28 de mayo de 2021, el álbum fue relanzado por su tercer aniversario.  El relanzamiento agregó dos canciones nuevas a la lista de canciones original, una titulada "734" y la otra es un remix de "Lucid Dreams" con Lil Uzi Vert. El sencillo de 2018 "Armed and Dangerous", está excluida  lista de canciones revisada.

## Sencillos
El primer sencillo del álbum, "All Girls Are the Same", fue lanzado el 13 de abril de 2018. La canción alcanzó el número 41 en el Billboard Hot 100 de Estados Unidos.
El segundo sencillo, "Lucid Dreams", fue lanzado el 4 de mayo de 2018. La canción alcanzó el número 2 en el Hot 100.
El tercer sencillo, "Lean wit Me", fue lanzado el 22 de mayo de 2018. La canción alcanzó el número 68.
El cuarto sencillo, "Wasted" con Lil Uzi Vert, fue lanzado el 10 de julio de 2018, junto con una nueva versión del álbum, poco después de su estreno en la radio Beats 1 de Zane Lowe.
El quinto sencillo, "Armed and Dangerous", fue lanzado el 15 de octubre de 2018, junto con otro relanzamiento del álbum. "Armed and Dangerous " alcanzó el puesto #44 en el Billboard Hot 100.

## Lista de canciones
| N.º | Título                      | Producer(s) | Duración |  |
| 1.  | «Intro»                     | Don Rob     | 1:14     |  |
| 2.  | «All Girls Are the Same»    | Mira        | 2:45     |  |
| 3.  | «Lucid Dreams»              | Mira        | 3:59     |  |
| 4.  | «Wasted» (con Lil Uzi Vert) | CBMix       | 4:18     |  |
| 5.  | «Armed and Dangerous»       | Dre Moon    | 2:49     |  |
| 6.  | «Black & White»             | Blanco      | 3:06     |  |
| 7.  | «Lean wit Me»               | Mira        | 2:55     |  |
| 8.  | «I'll Be Fine»              | Mira        | 4:04     |  |
| 9.  | «Used To»                   | Mira        | 2:56     |  |
| 10. | «Candles»                   | Mira        | 3:03     |  |
| 11. | «Scared of Love»            | Mitch Mula  | 2:50     |  |
| 12. | «Hurt Me»                   | Sidepce     | 2:02     |  |
| 13. | «I'm Still»                 | Mira        | 3:12     |  |
| 14. | «End of the Road»           | Mira        | 2:42     |  |
| 15. | «Long Gone»                 | Cardo       | 3:07     |  |
| 16. | «Betrayal (Skit)»           |             | 1:04     |  |
| 17. | «Karma (Skit)»              |             | 1:14     |  |

Lanzamiento original
| Original release |                          |             |          |  |
| N.º              | Título                   | Producer(s) | Duración |  |
| 1.               | «Intro»                  | Don Rob     | 1:14     |  |
| 2.               | «All Girls Are the Same» | Mira        | 2:45     |  |
| 3.               | «Lucid Dreams»           | Mira        | 3:59     |  |
| 4.               | «Lean Wit Me»            | Mira        | 2:55     |  |
| 5.               | «I'm Still»              | Mira        | 3:12     |  |
| 6.               | «Betrayal (Skit)»        |             | 1:04     |  |
| 7.               | «Candles»                | Mira        | 3:03     |  |
| 8.               | «Scared of Love»         | Mitch Mula  | 2:50     |  |
| 9.               | «Used To»                | Mira        | 2:56     |  |
| 10.              | «Karma (Skit)»           |             | 1:14     |  |
| 11.              | «Hurt Me»                | Sidepce     | 2:02     |  |
| 12.              | «Black & White»          | Blanco      | 3:06     |  |
| 13.              | «Long Gone»              | Cardo       | 3:07     |  |
| 14.              | «End of the Road»        | Mira        | 2:42     |  |
| 15.              | «I'll Be Fine»           | Mira        | 4:04     |  |

## Posicionamiento en lista
| Lista (2018–19)                         | Posiciones |
| --------------------------------------- | ---------- |
| Australian Albums (ARIA)                | 39         |
| Bélgica (Ultratop flamenca)             | 25         |
| Bélgica (Ultratop valona)               | 184        |
| Canadá (Billboard Canadian Albums)      | 5          |
| Dinamarca (Hitlisten)                   | 5          |
| Países Bajos (Album Top 100)            | 11         |
| Finlandia (Suomen Virallinen Lista)     | 7          |
| Francia (SNEP)                          | 141        |
| Irlanda (IRMA)                          | 16         |
| Italian Albums (FIMI)                   | 78         |
| Latvian Albums (LAIPA)                  | 2          |
| Nueva Zelanda (Recorded Music NZ)       | 17         |
| Noruega (VG-lista)                      | 5          |
| Suecia (Sverigetopplistan)              | 7          |
| Reino Unido (UK Albums Chart)           | 25         |
| US Billboard 200                        | 4          |
| Estados Unidos (Top R&B/Hip-Hop Albums) | 3          |